# ولایت مینو
ولایت مینو (به ژاپنی: 美濃国، Mino no kuni)

نقشه ژاپن در سال ۱۸۶۸ میلادی، ولایت مینو با رنگ تیره مشخص شده‌است.

یکی از ولایت‌های قدیم ژاپن بوده و امروزه استان گیفو نام دارد. برخی اوقات بنام نوشو بکار رفته‌است. این ولایت با اچیزن، هیدا، ایسه، میکاوا، و شینانو و اواری و اومی هم مرز بوده است.